# Geophilus ampyx
Geophilus ampyx är en mångfotingart som beskrevs av Crabill 1954. Geophilus ampyx ingår i släktet Geophilus och familjen storjordkrypare. Inga underarter finns listade i Catalogue of Life.